# Fridericia nemoralis
Fridericia nemoralis är en ringmaskart som beskrevs av Nurminen 1970. Fridericia nemoralis ingår i släktet Fridericia, och familjen småringmaskar. Arten är reproducerande i Sverige.